# スヴェンスク島
スヴェンスク島（スヴェンスクとう、ノルウェー語: Svenskøya）はノルウェーのスヴァールバル諸島にある無人島である。面積は137km2、最高点はデュナー山 (Dunerfjellet) の230m。スヴァールバル諸島で9番目、コングカルルス諸島で2番目に大きな島である。島全域が北東スヴァールバル自然保護区 (Nordaust-Svalbard naturreservat) に指定されている。